# Alberto Castellanos
Dr. Alberto Castellanos (Buenos Aires, 1896 - Rio de Janeiro, 1968) foi um botânico e explorador argentino.
Em 1932 realizou coletas da flora na Terra do Fogo.

## Algumas publicações
- 1925. "Rhipsalis" argentinas (cactáceas). Trabalho final para obter o título de doutor em Ciências Naturais. Universidade de Buenos Aires. Faculdade de Ciências Exatas, Físicas e Naturais. 25 pp.

### Livros
- Castellanos, A; RA Pérez Moreau. 1945. Los tipos de vegetación de la República Argentina. Universidade Nacional de Tucumán, Faculdade de Filosofia e Letras, Monografias do Instituto de Estudos Geográficos 4. 154 pp.

## Homenagens
Em sua honra foram nomeadas as espécies:
- Tillandsia albertiana Verv. 1969
- Aristolochia albertiana Ahumada 1972
- Dorstenia alberti Carauta 1974